# Морелија
Морелија (шп. Morelia) је град у Мексику и главни град савезне државе Мичоакан. Према процени из 2005. у граду је живело 608.049 становника. Налази се 200–300 km западно од града Мексика.
Због очуваних грађевина из доба барока и колонијалног доба, Морелија је једна од посећенијих туристичких дестинација у Мексику. Од 1991, стари део града је на УНЕСКО-вој листи светске баштине.

## Историја
Град је 1541. основао Антонио де Мендоза и дао му име Ваљадолид. Године 1828, у част хероја из Мексичког рата за независност од Шпаније, Хосеа Марије Морелоса, град је преименован у Морелија.

## Становништво
Према подацима са пописа становништва из 2010. године, град је имао 597.511 становника.
| 1990.   | 1995.   | 2000.   | 2005.   | 2010.   |
| ------- | ------- | ------- | ------- | ------- |
| 428.486 | 512.169 | 549.996 | 608.049 | 597.511 |

## Партнерски градови
- Ваљадолид
- Линарес
- Јакима